# Ядро (алгебра)
В алгебрі ядром гомоморфізму (функція, яка зберігає структуру) зазвичай є прообраз нуля (за винятком груп, у яких операція є мультиплікативною і ядро є прообразом одиниці). Важливим окремим випадком є ядро лінійного відображення. Ядро матриці, яке також називають нульовим простором, є ядром лінійного відображення, яке визначається цією матрицею.
Ядро гомоморфізму зводиться до 0 (або 1) тоді й лише тоді, коли гомоморфізм є ін'єктивним, тобто, якщо прообраз кожного елемента складається з одного елемента. Це означає, що ядро можна розглядати як міру степеня, при якому гомоморфізм перестає бути ін'єктивним.1
Для деяких типів структур, таких як абелеві групи та векторні простори, можливі ядра є саме підструктурами того ж типу. Це не завжди так, і іноді, можливі ядра мають особливу назву, наприклад, нормальна підгрупа для груп і двосторонній ідеал для кілець.
Ядра дозволяють визначати фактор-об'єкти (в універсальній алгебрі також називаються фактор-алгебрами, а в теорії категорій — коядрами). Для багатьох типів алгебраїчних структур фундаментальна теорема про гомоморфізми (або перша теорема про ізоморфізми) стверджує, що образ гомоморфізму ізоморфний фактор-простору за ядром.
Концепція ядра була розширена на такі структури, для яких існування прообразу окремого елемента недостатньо, щоб довести, що гомоморфізм є ін'єктивним. У цих випадках ядро є відношенням конгруентності. Ця стаття є оглядом деяких важливих типів ядер в алгебраїчних структурах.

## Лінійні простори
Нехай {\displaystyle V} і {\displaystyle W}— векторні простори над полем (або, у загальному випадку, модулі над кільцем), а {\displaystyle T} — лінійне відображення, що діє з простору {\displaystyle V}
у простір {\displaystyle W} ({\displaystyle T\colon V\to W}). Якщо {\displaystyle 0_{W}} нульовий вектор з простору {\displaystyle W},
тоді ядро лінійного відображення {\displaystyle T} є прообразом нульового підпростору {\displaystyle {0_{W}}}; тобто підмножина простору {\displaystyle V}, що складається з усіх тих елементів, що належать простору {\displaystyle V}, які відображаються {\displaystyle T} у елемент {\displaystyle 0_{W}}. Ядро зазвичай позначають як {\displaystyle \ker T} або використовують варіації наступного запису:
{\displaystyle \ker T=\{v\in V\colon T(v)=0_{W}\}.}
Оскільки лінійне відображення зберігає нульові вектори, то нульовий вектор {\displaystyle 0_{V}} з простору {\displaystyle V} повинен належати ядру. Перетворення {\displaystyle T} є ін'єктивним тоді й лише тоді, коли його ядро породжене лише нульовим підпростором.
Ядро {\displaystyle \ker T} завжди є лінійним підпростором простору {\displaystyle V}. Отже, є сенс говорити про фактор-простір {\displaystyle V/(\ker T)}. Перша теорема про ізоморфізм для векторних просторів стверджує, що цей фактор-простір природно ізоморфний образу відображення {\displaystyle T} (який є підпростором простору {\displaystyle W}). Як наслідок, розмірність простору {\displaystyle V} дорівнює розмірності ядра плюс розмірність образу:
{\displaystyle \dim V=\dim(\ker T)+\dim(\operatorname {Im} V).}
Якщо {\displaystyle V} і {\displaystyle W} скінченновимірні простори в яких зафіксовано базиси, то лінійне відображення {\displaystyle T} можна представити матрицею {\displaystyle M}, а ядро можна знайти, розв'язавши однорідну систему лінійних рівнянь {\displaystyle Mv=0}. У цьому випадку ядро лінійного відображення {\displaystyle T} може бути одночасно визначено ядром матриці {\displaystyle M}, яке також називають «нульовим простором» матриці {\displaystyle M}. Розмірність нульового простору матриці {\displaystyle M}, яку називають дефектом матриці {\displaystyle M}, визначається кількістю стовпців матриці {\displaystyle M} мінус ранг матриці {\displaystyle M}, як наслідок теореми про ранг i дефект.
Розв'язування однорідних диференціальних рівнянь часто зводиться до обчислення ядра певних диференціальних операторів. Наприклад, знайдемо всі двічі диференційовані функції {\displaystyle f}, які визначені на дійсній прямій, такі, що
{\displaystyle xf''(x)+3f'(x)=f(x).}
Нехай {\displaystyle V} — простір усіх двічі диференційованих функцій, {\displaystyle W} — простір усіх функцій. Визначимо лінійний оператор {\displaystyle T}, що діє з простору {\displaystyle V} у простір {\displaystyle W}, наступним чином:
{\displaystyle (Tf)(x)=xf''(x)+3f'(x)-f(x),}
де {\displaystyle f\in V}, {\displaystyle x} — довільне дійсне число. Тоді всі розв'язки диференціального рівняння належать {\displaystyle \ker T}.
Аналогічним чином можна визначити ядра для гомоморфізмів між модулями над кільцем. Це включає ядра гомоморфізмів між абелевими групами як частинний випадок. Цей приклад відображає суть ядер у загальних абелевих категоріях; див. ядро (теорія категорій).

## Гомоморфізм груп
Нехай {\displaystyle G} та {\displaystyle H} — групи, а {\displaystyle f} — гомоморфізм груп з {\displaystyle G} в {\displaystyle H} {\displaystyle (f\colon G\to H)}. Якщо {\displaystyle e_{H}} — нейтральний елемент з групи {\displaystyle H}, то ядро гомоморфізму {\displaystyle f} — це прообраз одноелементної множини {\displaystyle \{e_{H}\}}; тобто підмножини групи {\displaystyle G}, що складається з усіх тих елементів групи {\displaystyle G}, які відображаються {\displaystyle f} у елемент {\displaystyle e_{H}}. Ядро зазвичай позначають {\displaystyle \ker f}. У символьній формі:
{\displaystyle \ker f=\{g\in G\colon f(g)=e_{H}\}.}
Оскільки гомоморфізм групи зберігає нейтральні елементи, то нейтральний елемент {\displaystyle e_{H}} групи {\displaystyle G} належить ядру.
Гомоморфізм {\displaystyle f} є ін'єктивним тоді й лише тоді, коли його ядром є одноелементна множина {\displaystyle \{e_{G}\}}. Якщо гомоморфізм {\displaystyle f} неін'єктивний, тоді неін'єктивні елементи можуть утворювати окремий елемент його ядра: тобто існують елементи {\displaystyle a,b\in G}, такі що {\displaystyle a\neq b} і {\displaystyle f(a)=f(b)}. Таким чином, {\displaystyle f(a)f(b)^{-1}=e_{H}}. {\displaystyle f} — це груповий гомоморфізм, тому обернені та групові операції зберігаються, а тому {\displaystyle f(ab^{-1})=e_{H}}; іншими словами {\displaystyle ab^{-1}\in \ker f} і {\displaystyle \ker f} не є одноелементним. і навпаки, різні елементи ядра прямо порушують ін'єктивність: якщо б існував елемент {\displaystyle g\neq \ker f}, тоді {\displaystyle f(g)=f(e_{G})=e_{H}} і, таким чином, {\displaystyle f} не був би ін'єктивним.
{\displaystyle \ker f} — це підгрупа групи {\displaystyle G} і крім того нормальна підгрупа. Отже, існує відповідна фактор-група {\displaystyle G/\ker f}. За першою теоремою про ізоморфізм для груп вона ізоморфна {\displaystyle f(G)}, образу групи {\displaystyle G} при відображенні {\displaystyle f} (яка теж є підгрупою групи {\displaystyle H}).
У частинному випадку абелевих груп немає ніяких відхилень від попереднього пункту.

## Приклад
Нехай {\displaystyle G} — циклічна група з 6 елементів {\displaystyle \{0,1,2,3,4,5\}} з додаванням за модулем, {\displaystyle H} — циклічна група з двох елементів {\displaystyle \{0,1\}} з додаванням за модулем, а {\displaystyle f} — гомоморфізм, який відображає кожен елемент {\displaystyle g\in G} в елемент {\displaystyle g\in H} за модулем {\displaystyle 2}. Тоді {\displaystyle \ker f=\{0,2,4\}}, оскільки всі ці елементи відображаються в {\displaystyle 0_{H}}. Фактор-група {\displaystyle G/(\ker f)} має два елементи: {\displaystyle \{0,2,4\}} та {\displaystyle \{1,3,5\}}. Вона дійсно ізоморфна групі {\displaystyle H}.

## Гомоморфізми кілець
Нехай {\displaystyle R} і {\displaystyle S} — кільця (вважатимемо їх унітарними), а {\displaystyle f} — гомоморфізм кільця, що діє з {\displaystyle R} до {\displaystyle S} ({\displaystyle f\colon R\longrightarrow S}). Якщо {\displaystyle 0_{S}} — нульовий елемент кільця {\displaystyle S}, то ядро гомоморфізму {\displaystyle f} є його ядром як лінійного відображення над цілими числами, або, еквівалентно, як адитивної групи. Це прообраз нульового ідеалу {\displaystyle \{0_{S}\}}, який є підмножиною кільця {\displaystyle R}, що складається з усіх тих елементів кільця {\displaystyle R}, які відображаються гомоморфізмом {\displaystyle f} в елемент {\displaystyle 0_{S}}. Ядро зазвичай позначають як {\displaystyle \ker f} (або інші варіації цього позначення). У символьній формі:
{\displaystyle \ker f=\{r\in R\colon f(r)=0_{S}\}.}
Оскільки гомоморфізм кільця зберігає нульові елементи, нульовий елемент {\displaystyle 0_{R}} кільця {\displaystyle r} повинен належати ядру. Гомоморфізм {\displaystyle f} є ін'єктивним тоді і лише тоді, коли його ядром є лише одноелементна множина {\displaystyle \{0_{R}\}}. Це завжди має місце, якщо кільце {\displaystyle R} є полем, а кільце {\displaystyle S} не є нульовим кільцем.
Оскільки {\displaystyle \ker f} містить мультиплікативну одиницю лише тоді, коли {\displaystyle S} є нульовим кільцем, то ядро у загальному випадку не є підкільцем кільця {\displaystyle R}. Ядро є псевдокільцем, а точніше, двостороннім ідеалом кільця {\displaystyle R}. Таким чином, має сенс говорити про фактор-кільце {\displaystyle R/(\ker f)}. Перша теорема про ізоморфізм кілець стверджує, що це фактор-кільце природно ізоморфне образу гомоморфізму {\displaystyle f} (який є підкільцем кільця {\displaystyle S}). (Зауважте, що кільця не обов'язково повинні бути унітарними для визначення ядра).
У деякій мірі це можна розглядати як частинний випадок ситуації з модулями, оскільки всі вони є бімодулями над кільцем {\displaystyle R}:
- саме {\displaystyle R},
- двосторонній ідеал кільця {\displaystyle R} (наприклад, {\displaystyle \ker f}),
- будь-яке фактор-кільце кільця {\displaystyle R} (наприклад, {\displaystyle R/\ker f}),
- кообласть[en] будь-якого гомоморфізму кільця областю якого є {\displaystyle R} (наприклад, кільце {\displaystyle S} — кообласть гомоморфізму {\displaystyle f}).

Однак теорема про ізоморфізм дає сильніший результат, оскільки ізоморфізми кілець зберігають множення, а ізоморфізми модулів (навіть між кільцями) взагалі ні. Цей приклад розкриває суть ядер у загальних алгебрах Мальцева.

## Гомоморфізми моноїдів
Нехай {\displaystyle M} та {\displaystyle N} — моноїди, та нехай {\displaystyle f} — гомоморфізм моноїдів з {\displaystyle M} в {\displaystyle N}. Тоді ядро гомоморфізму {\displaystyle f} — це підмножина прямого добутку {\displaystyle M\times M}, що складається з усіх впорядкованих пар елементів з {\displaystyle M}, обидві компоненти яких відображаються за допомогою {\displaystyle f} у один і той самий елемент з {\displaystyle N}. Ядро зазвичай позначають {\displaystyle \ker f}. У символьній формі:
{\displaystyle \ker f=\{(m,m')\in M\times M\colon f(m)=f(m')\}.}
Оскільки {\displaystyle f} є функцією, то елементи виду {\displaystyle (m,m)} повинні належати ядру. Гомоморфізм {\displaystyle f} є ін'єктивним тоді й лише тоді, коли його ядром є лише діагональна множина {\displaystyle \{(m,m)\colon m\in M\}}.
Виявляється, що {\displaystyle \ker f} є відношенням еквівалентності на {\displaystyle M}, і фактично відношенням конгруентності. Таким чином, має сенс говорити про фактор-моноїд {\displaystyle M/(\ker f)}. Перша теорема про ізоморфізм для моноїдів стверджує, що цей фактор-моноїд природно ізоморфний образу гомоморфізму {\displaystyle f} (який є підмоноїдом моноїда {\displaystyle N}; для відношення конгруентності). Це суттєво відрізняється від наведених вище прикладів. Зокрема, прообразу нейтрального елементу з {\displaystyle N} недостатньо для визначення ядра гомоморфізму {\displaystyle f}.

## Універсальні алгебри
Усі вищезазначені випадки можуть бути уніфіковані й узагальнені в універсальній алгебрі.

## Загальний випадок
Нехай {\displaystyle A} і {\displaystyle B} — алгебраїчні структури заданого типу і {\displaystyle f} — гомоморфізм цього типу з {\displaystyle A} в {\displaystyle B}. Тоді ядро {\displaystyle f} — це підмножина прямого добутку {\displaystyle A\times A}, що складається з усіх тих упорядкованих пар елементів з {\displaystyle A}, обидва компоненти яких відображаються за допомогою {\displaystyle f} у один і той самий елемент з {\displaystyle B}. Ядро зазвичай позначається {\displaystyle \ker f}. У символьній формі:
{\displaystyle \ker f=\{(a,a')\in A\times A\colon f(a)=f(a')\}.}
Оскільки {\displaystyle f} є функцією, то елементи виду {\displaystyle (a,a)} повинні належати ядру. Гомоморфізм {\displaystyle f} є ін’єктивним тоді й лише тоді, коли його ядро є діагональною множиною {\displaystyle \{(a,a)\colon a\in A\}}.
Легко побачити, що {\displaystyle \ker f} є відношенням еквівалентності на {\displaystyle A}, і фактично відношенням конгруентності. Таким чином, має сенс говорити про фактор-алгебру {\displaystyle A/(\ker f)}. Перша теорема про ізоморфізм в загальній універсальній алгебри стверджує, що ця фактор-алгебра природно ізоморфна образу гомоморфізму {\displaystyle f} (який є підалгеброю в {\displaystyle B}). Зауважимо, що означення ядра тут (як у моноїдному прикладі) не залежить від алгебраїчної структури; це суто теоретико-множинне поняття. Докладніше про це загальне поняття, за межами абстрактної алгебри, дивись ядро функції.

## Алгебри Мальцева
У випадку алгебр Мальцева цю конструкцію можна спростити. Кожна алгебра Мальцева має спеціальний нейтральний елемент (нульовий вектор у випадку векторних просторів, одиничний елемент у випадку комутативних груп і нульовий елемент у випадку кілець або модулів). Характерною особливістю алгебри Мальцева є те, що можна відновити всі відношення еквівалентності {\displaystyle \ker f} з класу еквівалентності нейтрального елемента.
Точніше, нехай {\displaystyle A} і {\displaystyle B} — алгебраїчні структури Мальцева даного типу, а {\displaystyle f} — гомоморфізм цього типу з {\displaystyle A} в {\displaystyle B}. Якщо {\displaystyle e_{B}} — нейтральний елемент з {\displaystyle B}, то ядро гомоморфізму {\displaystyle f} — прообраз одноелементної множини {\displaystyle \{e_{B}\}}; тобто підмножина множини {\displaystyle A}, що складається з усіх тих елементів множини {\displaystyle A}, які відображаються за допомогою {\displaystyle f} в елемент {\displaystyle e_{B}}. Ядро зазвичай позначають {\displaystyle \ker f} (або його варіація). У символьній формі:
{\displaystyle \ker f=\{a\in A\colon f(a)=e_{B}\}.}
Оскільки гомоморфізм алгебри Мальцева зберігає нейтральні елементи, то нейтральний елемент {\displaystyle e_{A}} множини {\displaystyle A} повинен належати ядру. Гомоморфізм {\displaystyle f} є ін’єкивним тоді й лише тоді, коли його ядром є лише одноелементна множина {\displaystyle \{e_{A}\}}.
Поняття ідеалу узагальнюється на будь-яку алгебру Мальцева (як лінійний підпростір у випадку векторних просторів, нормальна підгрупа у випадку груп, двосторонні ідеали у випадку кілець, і підмодуль у випадку модулів). Виявляється, що {\displaystyle \ker f} не є підалгеброю в {\displaystyle A}, а є ідеалом. Тоді є сенс говорити про фактор-алгебру {\displaystyle G/(\ker f)}. Перша теорема про ізоморфізм для алгебр Мальцева стверджує, що ця фактор-алгебра природно ізоморфна образу відображення {\displaystyle f} (який є підалгеброю в {\displaystyle B}).
Зв’язок між цим і відношенням конгруентності для більш загальних типів алгебр полягає в наступному. По-перше, ядро як ідеал є класом еквівалентності нейтрального елемента {\displaystyle e_{A}} відносно ядра як конгруенції. Для зворотного напрямку потрібне поняття фактору в алгебрі Мальцева (яке є діленням з обох сторін для груп і відніманням для векторних просторів, модулів і кілець). Використовуючи це, елементи {\displaystyle a} і {\displaystyle b} з {\displaystyle A} є еквівалентними відносно ядра як конгруенції тоді й лише тоді, коли їх відношення {\displaystyle a/b} є елементом ядра як ідеалу.

## Алгебри з неалгебраїчними струкутрами
Іноді алгебри оснащені неалгебраїчною структурою на додаток до їх алгебраїчних операцій. Наприклад, можна розглядати топологічні групи або топологічні векторні простори оснащені топологією. У цьому випадку можна очікувати, що гомоморфізм {\displaystyle f} збереже цю додаткову структуру; у топологічних прикладах вимагаємо, щоб {\displaystyle f} було неперервним відображенням. Процес може зіткнутися з проблемою фактор-алгебр, які можуть поводитися не дуже добре. У топологічних прикладах можна уникнути проблем, вимагаючи, щоб топологічні алгебраїчні структури були гаусдорфовими (як це зазвичай робиться); тоді ядро (як би воно не було побудовано) буде замкненою множиною, а фактор-простір працюватиме нормально (а також буде хаусдорфовим).

## Ядро в теорії категорій
Поняття ядра в теорії категорій є узагальненням ядра абелевих алгебр; дивись ядро (теорія категорій). Категоріальним узагальненням ядра як відношення конгруентності є пара ядер. (Існує також поняття різницевого ядра або бінарного стабілізатора.)

## Властивості
Основні властивості ядра гомоморфізму в статтях:
- Ядро та образ гомоморфізму
- Теорема про гомоморфізми
- Теореми про ізоморфізми (перша теорема)